# TV5 Network Inc.
TV5 Network Inc. (TV5) is een Filipijns media bedrijf gevestigd in Mandaluyong, Filipijnen. 
Het bedrijf werd geleid door omroepveteraan Edward Tan in 1992 als een heropleving van de Associated Broadcasting Company, die oorspronkelijk werd door Joaquin "Chino" Roces opgericht op 19 juni 1960. Het is eigendom van MediaQuest Holdings, Inc, een dochteronderneming van de Philippine Long Distance Telephone Company onder leiding van zakenman Manuel V. Pangilinan.
TV5 Network bezit onder meer de televisiezenders TV5 en AksyonTV, sport-netwerk blocktimer AKTV, het radionetwerk Radyo5 92.3 News FM en de satellietzenders Colours, Hyper en Weather Information Network.